# Rupert Sanderson
Rupert Sanderson est un créateur britannique de chaussures de luxe ayant ouvert une boutique à Paris en 2010.

## Biographie
Rupert Sanderson est né en 1966 à Penang, en Malaisie.
Après plusieurs années d'une carrière désastreuse dans la publicité, il décide d'apprendre à créer des chaussures au Cordwainers College(en). Durant les vacances d'été, il traverse l'Italie à moto pour rencontrer les artisans, les fabricants de chaussures et les tanneries.
Il travaille d'abord chez Sergio Rossi puis chez Bruno Magli.
La marque est lancée en 2001 pour la première collection avec le slogan « less is more ». Quelques années après, en 2006, il achète sa propre usine en Italie.

### Collaborations
- 2008 – Louise Goldin (Printemps/Été 2009)
- 2009 – Karl Lagerfeld (Automne/Hiver 2009)[3]
- 2010 – Karl Lagerfeld (Printemps/Été 2010 et Automne/Hiver 2010)[4]
- 2010 - Opera Aida - Giuseppe Verdi
- 2011 - Maxime Simoëns (défilé haute couture)[5]

### Récompenses
2008
- British Fashions Council : Accessory Designer of the Year (Designer d'accessoires de l'année)[6],[7]

2009
- Elle Style Awards (en) Accessory Designer of the Year[8]

## Celebrités
Les chaussures Rupert Sanderson ont acquis une renommée grandissante avec l'aide de la presse et de diverses célébrités comme Gwyneth Paltrow, Kate Moss, Lily Allen, Sienna Miller, Cheryl Cole, Scarlett Johansson, Kelly Osbourne,  Cindy Crawford, Claudia Schiffer, Kate Middleton ou la française Carole Bouquet.

## Boutiques
Rupert Sanderson a deux boutiques à son nom dans Londres.
Il a ouvert une boutique à Hong Kong à On Lan Street, et une à Paris dans le quartier du Palais-Royal.
Ses chaussures sont aussi disponibles dans une centaine d'autres points de vente à travers le monde, par exemple Selfridges, ou Les Galeries Lafayette en Magasin éphémère.

### Style
Si certains dans les médias veulent voir en Rupert Sanderson le « nouveau Manolo Blahnik », son style « less is more » est très éloigné de ce créateur espagnol :
par sa sobriété de dessin, Rupert Sanderson se rapproche plus de marques comme Jimmy Choo ou Miu Miu. L'utilisation répétée de cuirs colorés et vernis peut s'apparenter aux réalisation de Christian Louboutin ou Walter Steiger.